# Gare de Myrhorod
La gare de Myrhorod (ukrainien : Миргород (станція)) est une gare ferroviaire située à Myrhorod, dans l'oblast de Poltava en Ukraine.

## Histoire
La gare a été créée en 1899 lors de la construction de la ligne Kiev - gare de Romodan -gare de Poltava. Grandement endommagée lors de la Seconde Guerre mondiale, elle fut reconstruite en 1951 par Yevhen Lymar.

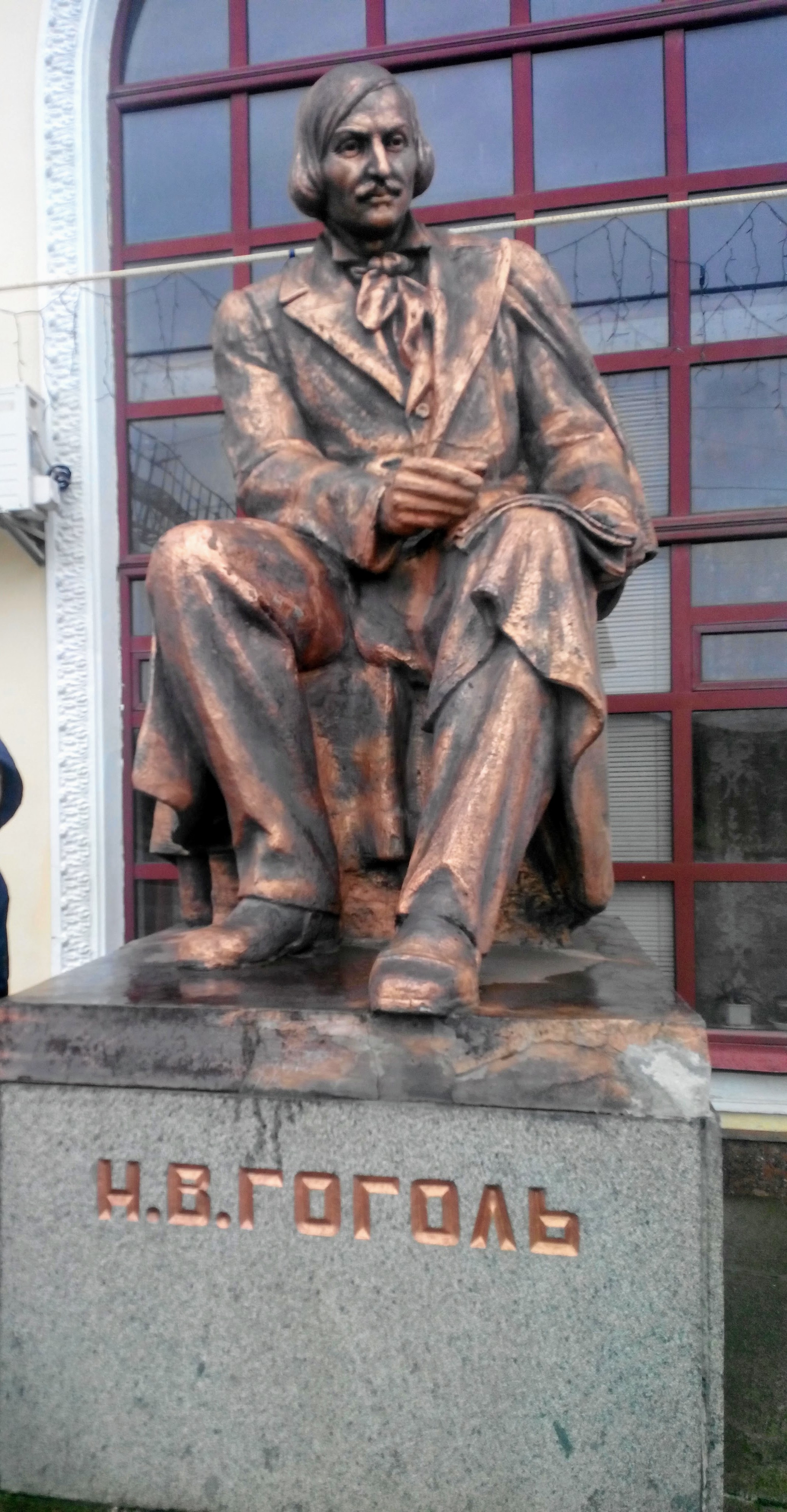
La statue de Gogol.